# Кремленки
Кре́мленки (рос. Кремленки, марій. Кремленки) — присілок у складі Новотор'яльського району Марій Ел, Росія. Входить до складу Пектубаєвського сільського поселення.

## Населення
Населення — 218 осіб (2010; 217 у 2002).
Національний склад (станом на 2002 рік):
- марійці — 59 %
- росіяни — 40 %